# Hans Kniewasser
Johann Kniewasser detto Hans (Hinterstoder, 13 ottobre 1951 – Wels, 19 ottobre 2012) è stato uno sciatore alpino austriaco.

## Biografia
Specialista delle prove tecniche, in Coppa del Mondo Kniewasser ottenne il primo risultato di rilievo il 15 gennaio 1973 sull'impegnativo tracciato Chuenisbärgli di Adelboden, dove concluse 8º in slalom gigante, e il 17 dicembre dello stesso anno conquistò il primo podio nel circuito piazzandosi 2º in slalom speciale a Vipiteno, dietro all'italiano Piero Gros. Il 27 gennaio 1974 bissò il risultato, sempre in slalom speciale, sulla Ganslern di Kitzbühel dietro al connazionale Hansi Hinterseer; l'ultimo podio di carriera lo realizzò il 3 marzo seguente con il 3º posto ottenuto nella medesima specialità a Voss, alle spalle ancora di Gros e dello svedese Ingemar Stenmark: in quella stagione 1973-1974 fu 3º nella classifica della Coppa del Mondo di slalom speciale. Il 21 febbraio 1975 colse l'ultimo piazzamento della sua attività agonistica, l'8º posto nello slalom speciale di Coppa del Mondo disputato a Naeba; non prese parte a rassegne olimpiche e non ottenne piazzamenti ai Campionati mondiali. Morì nel 2012 all'età di 61 anni, a seguito di un tumore al fegato a causa del quale aveva subito anche un trapianto.

## Palmarès

### Coppa del Mondo
- Miglior piazzamento in classifica generale: 8º nel 1974
- 3 podi (tutti in slalom speciale):
  - 2 secondi posti
  - 1 terzo posto

### Coppa Europa
- Miglior piazzamento in classifica generale: 6º nel 1972
  -  2 podi[senza fonte]

### Campionati austriaci
- 1 medaglia[1][senza fonte]:
  - 1 bronzo (slalom speciale nel 1975)